# NGC 4035
NGC 4035 ist eine spiralförmige Zwerggalaxie vom Hubble-Typ SBbc im Sternbild Rabe südlich des Himmelsäquators. Sie ist rund 64 Millionen Lichtjahre von der Milchstraße entfernt und hat einen Durchmesser von etwa 20.000 Lichtjahren. Gemeinsam mit 26 weiteren Galaxien bildet sie die NGC-4038-Gruppe (LGG 263).

Im selben Himmelsareal befindet sich die Galaxie NGC 4050.
Das Objekt wurde am 8. Februar 1785 von Wilhelm Herschel entdeckt.